# Ungoofaaru
Ugoofaaru är en ö i Maldiverna.  Den ligger i den norra delen av landet, 175 km norr om huvudstaden Malé. Geografiskt är den en del av Norra Maalhosmadulu atoll och tillhör administrativt Raa atoll. Det är den administrativa centralorten i Raa atoll.
Tropiskt monsunklimat råder i trakten. Årsmedeltemperaturen i trakten är 26 °C. Den varmaste månaden är april, då medeltemperaturen är 28 °C, och den kallaste är juli, med 25 °C. Genomsnittlig årsnederbörd är 1 944 millimeter. Den regnigaste månaden är augusti, med i genomsnitt 322 mm nederbörd, och den torraste är februari, med 40 mm nederbörd.